# Life (musikalbum av Adagio)
Life är det femte studioalbumet från den franska symfoniska progmetal-gruppen Adagio, utgivet 2017 av skivbolaget Zeta Nemesis Records.

## Låtar på albumet
1. "Life" – 9:22
2. "The Ladder" – 6:39
3. Subrahmanya" – 6:55
4. "The Grand Spirit Voyage" – 6:10
5. "Darkness Machine" – 5:42
6. "I'll Possess You" – 5:47
7. "Secluded Within Myself" – 5:52
8. "Trippin' Away" – 6:06
9. "Torn" – 4:37

Bonusspår på Japan-utgåvan
1. "Carry the Cross"

## Medverkande
Musiker (Adagio-medlemmar)
- Stéphan Forté – gitarr
- Franck Hermanny – basgitarr
- Kévin Codfert – piano, keyboard
- Kelly Sundown Carpenter – sång
- Jelly Cardarelli – trummor
- Mayline Gautié – violin

Bidragande musiker
- Carl Bensley – bakgrundssång

Produktion
- Stéphan Forté – producent, ljudtekniker
- Kévin Codfert – ljudtekniker, ljudmix
- Brett Caldas-Lima – mastering
- Lulu inthesky, Ludovic Cordelières – omslagskonst
- Martial Lenoir – foto